# 10380 Berwald
10380 Berwald è un asteroide della fascia principale. Scoperto nel 1996, presenta un'orbita caratterizzata da un semiasse maggiore pari a 2,8384143 UA e da un'eccentricità di 0,0538397, inclinata di 2,91435° rispetto all'eclittica.